# كعب الغنوي
كعب بن سعد بن عمرو الغنوي، من بني غني من قيس بن عيلان. شاعر مخضرم مجيد من أهل الطبقة الثانية وشعره يحتج به عند أهل اللغة وكان له أخ يدعى أبا المغوار قتل في حرب ذي قار، رثاه فصارت من المراثي المعدودة عند العرب واشتهر بها وقد قال عنه الأصمعي بين أصحاب المراثي: ليس في الدنيا مثلها.
وكان يكثر من اقتباس الأمثال في شعره، فعُرف بكعب الأمثال.

## نسبه
كعب بن سعد بن  عمرو بن عقبة (أو علقمة) بن عوف بن رفاعة الغنوي، أحد بني سالم بن عبيد بن سعد بن كعب بن جِلّان بن غُنْم بن غنيّ بن أعصر. وقيل «كعب بن سعد بن مالك الغنوي، وقيل: كعب بن سهم،.

## شعره
ومن أبياته في أخيه أبي المغوار:
( الأمالي 1 / 148 )